# TVB (televisiemaatschappij)

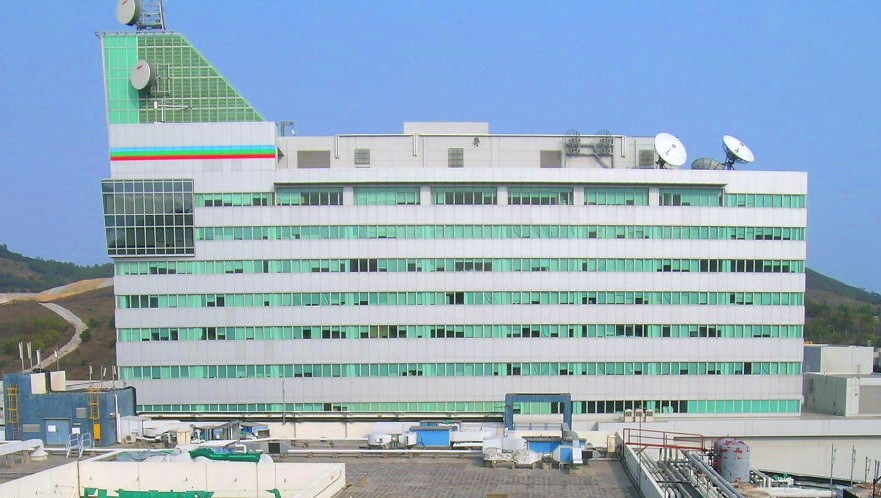
De TVB-studio in Hongkong (TVB-stad)

TVB is de afkorting van Television Broadcasts Limited en is de grootste televisiemaatschappij van Hongkong. In het Standaardkantonees is het bekend onder de naam "Moow Sien Tien Sie/無綫電視". De grote tegenstander om de strijd van het aantal televisiekijkers is de televisiemaatschappij HKATV. TVB is zeer bekend onder overzeese Chinezen die Standaardkantonees kunnen verstaan. De TVB series zijn zo populair en kwaliteit goed, dat de series in onder andere Standaardmandarijns, Vietnamees, Laotiaans, Thais en Indonesisch zijn nagesynchroniseerd. Bij alle Hongkongse TVB televisiezenders, behalve TVB Pearl, is de voertaal Standaardkantonees.

## Geschiedenis
TVB werd in 1967 door de Shaw Brothers in het leven geroepen. In 2007 werd het veertigjarige jubileum van de televisiemaatschappij groots gevierd door vele verschillende televisieprogramma's en live shows. Nu heeft de familie van de honderdjarige Run Run Shaw nog 32,49% van de aandelen van het bedrijf.

## Gratis televisiezenders van TVB in Hongkong
- TVB Jade 翡翠台: Belangrijkste zender
- J2 J2台
- TVB interactieve informatiezender 無綫互動資訊台
- TVB Pearl 明珠台: Engelse zender
- HD Jade 高清翡翠台: hdtv-zender

## Betaalde televisiezenders van TVB in Hongkong
- TVBN 新聞台: nieuwszender
- TVBN2 新聞2台: nieuwszender
- TVB seriezender 無綫劇集台
- TVB entertainmentzender 無綫娛樂新聞台
- TVB klasiekerszender 經典台
- TVB lifestylezender 生活台
- TVB kinderzender 兒童台
- TVB muziekzender音樂台

## Enkele TVB-sterren van nu

### Mannelijke artiesten
- Bobby Au-Yeung 歐陽震華
- Sammul Chan Kin-Fung
- Moses Chan 陳豪
- Kenneth Chan 陳啟泰
- Sunny Chan 陳錦鴻
- Adam Cheng 鄭少秋
- Kevin Cheng
- Julian Cheung 張智霖
- Nick Cheung 張家輝
- Chin Kar-Lok
- Paul Chun
- Patrick Dunn 鄧梓峰
- Kwong Wah 江華
- Ha Yu
- Andy Hui
- Roger Kwok 郭晉安
- Lau Dan
- Chris Lai 黎諾懿
- Wayne Lai Yiu-Cheung
- Bowie Lam 林保怡
- Frankie Lam 林文龍
- Gordon Lam
- Raymond Lam 林峰
- Gallen Lo 羅嘉良
- Ray Lui Leung-Wai 呂良偉
- Joe Ma 馬德鐘
- Steven Ma 馬浚偉
- Michael Miu
- Francis Ng 吳鎮宇
- Lawrence Ng 吳啟華
- Ron Ng 吳卓羲
- Charles Szeto 司徒瑞祈
- Patrick Tam Yiu Man 譚耀文
- Michael Tao 陶大宇
- Kenneth Tsang 曾江
- Kent Tong 湯鎮業
- Eric Tsang 曾志偉
- Michael Tse 謝天華
- Dayo Wong Chi-Wah
- Bosco Wong 黃宗澤
- Dayo Wong 黃子華
- Felix Wong 黃日華
- Woo Fung 胡楓
- Yuen Wah

### Vrouwelijke artiesten
- Faye Wong 王菲
- Rebecca Chan Sau-Chu
- Sharon Chan Man-Chi
- Astrid Chan陳芷菁
- Flora Chan 陳慧珊
- Idy Chan　陳玉蓮
- Nadia Chan 陳松伶
- Maggie Chan 陳美琪
- Monica Chan 陳法蓉
- Stephanie Che 車婉婉
- Joyce Chen 陳彥行
- Yoyo Chen 陳自瑤
- Fala Chen
- Carol Cheng 鄭裕玲
- Angie Cheung 張慧儀
- Maggie Cheung 張曼玉
- Maggie Cheung Ho Yee 張可頤
- Angie Chiu 趙雅芝
- Bondy Chiu 趙學而
- Ada Choi 蔡少芬
- Kathy Chow Hoi-Mei 周海媚
- Linda Chung 鍾嘉欣
- Jessica Hester Hsuan宣萱
- Tracy Ip Chui-Chui
- Ella Koon
- Esther Kwan 關詠荷
- Amy Kwok 郭藹明
- Kenix Kwok 郭可盈
- Sonija Kwok 郭羨妮
- Anita Yuen 袁咏仪
- Gigi Lai 黎姿
- Yvonne Lam 林漪娸
- Bernice Liu 廖碧兒
- Annie Man 文頌嫻
- Cutie Mui 梅小惠
- Yoyo Mung 蒙嘉慧
- Melissa Ng 吳美珩
- Charmaine Sheh 佘詩曼
- Winnie Shum 沈穎婷
- Nancy Sit 薛家燕
- Maggie Siu 邵美琪
- Louisa So 蘇玉華
- Joyce Tang 滕麗名
- Sheren Tang 鄧萃雯
- Angela Tong 湯盈盈
- Natalie Tong Sze-Wing
- Leila Tong 唐寧
- Kate Tsui 徐子珊
- Liza Wang 汪明荃
- Angel Wong Chui Ling 王翠玲
- Natalie Wong 黃紀瑩
- Myolie Wu 胡杏兒
- Cecilia Yip
- Michelle Ye 葉璇
- Michelle Yim 米雪
- Claire Yiu
- Vivien Yeo 楊秀惠
- Eileen Yeow 姚瑩瑩
- Tavia Yeung 楊怡
- Shirley Yeung 楊思琦
- Anita Yuen Wing-Yi
- Joey Yung Cho-Yee
- Selena Li 李詩韻